# 森雨蛙属
森雨蛙属（学名：Hylomantis），也称海洛叶蛙属，是叶泡蛙科的一属。属名源于希腊语Hyla（雨蛙）+ mantis （先知或占卜者）。

## 下属物种
本属包括以下物种：
- Hylomantis aspera Peters, 1873
- Hylomantis granulosa (Cruz, 1989)